# Githunguri
Githunguri – miasto w Kenii, w hrabstwie Kiambu. W 2019 liczy 10,6 tys. mieszkańców. 